# Cầu Shaharah
Cầu Shaharah là một cây cầu cho người đi bộ qua một hẻm núi sâu gần Shaharah tại Yemen.
Theo lời kỹ sư cơ khí Achilleas Vortselas:
"Không có cây cầu hiện đại có thể so sánh với vẻ duyên dáng của những cây cầu vòm đá truyền thống,"
"Cầu đá thường thể hiện sự kiên cường của nhân loại—con người đã vượt qua trở ngại về vật lý, thậm chí chỉ bằng những phương tiện kỹ thuật khiêm tốn. Cầu Shaharah tại Yemen là một trường hợp tuyệt vời chứng minh cho điều đó".

## Tên
Cây cầu được đặt tên theo thị trấn gần đó Shaharah. Trong tiếng Ả Rập, là جسر شهارة (ǧisr šahārah).
Cây cầu này cũng được biết đến với tên gọi "Cầu Than thở", có lẽ bằng cách tương tự với cầu cùng tên ở Venice.

## Đặc điểm

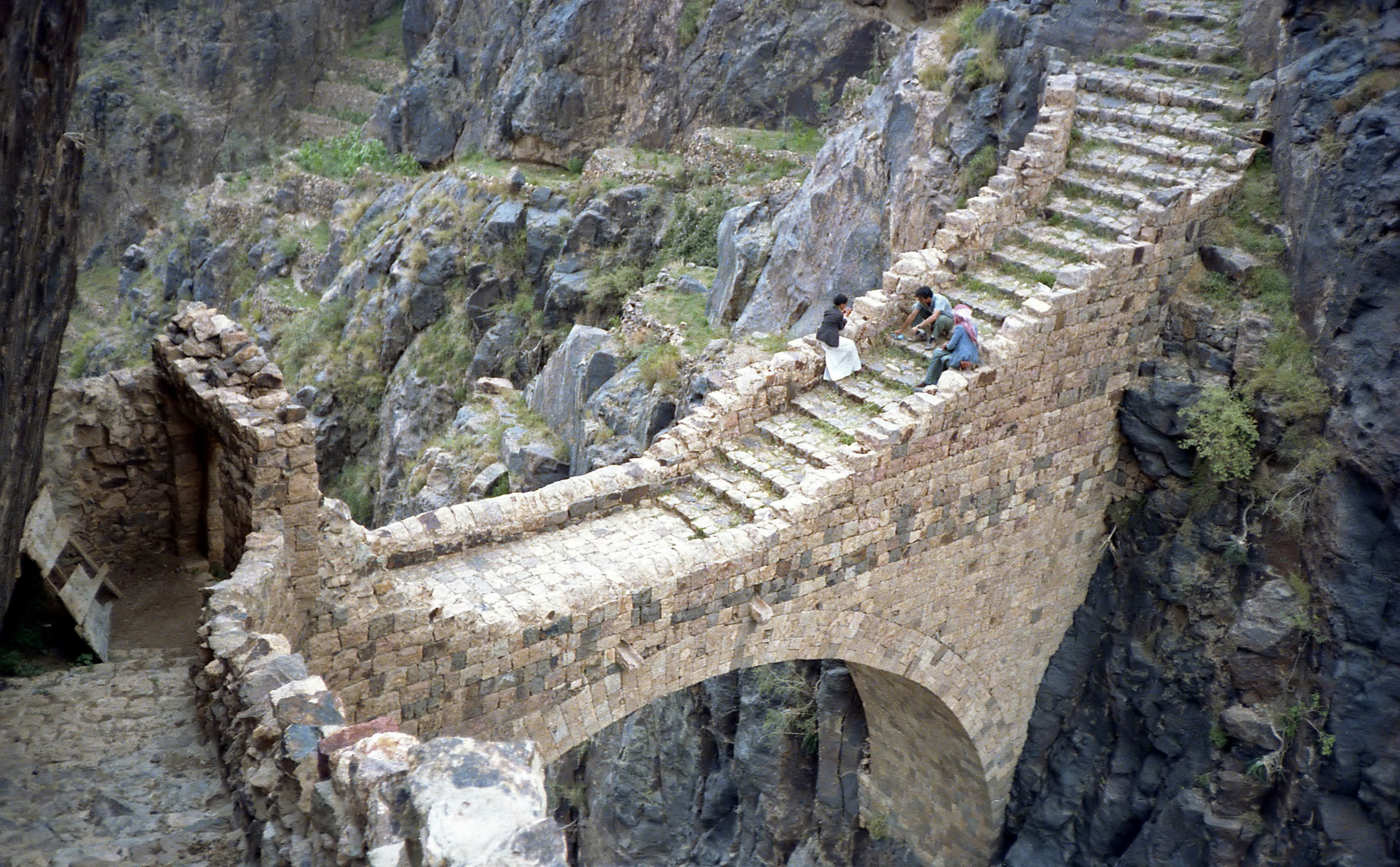

Cây cầu nằm cách 2 km theo đường chim bay về phía tây nam của Shaharah, một thành phố của vùng hành chính Amran đến một trăm cây số về phía tây bắc của thủ đô Sanaa. Cầu nằm trên một hẻm núi sâu giữa núi al-Amir và núi Faish; cây cầu nằm gần đỉnh của dãy núi này, khoảng 2.600 mét trên mực nước biển.

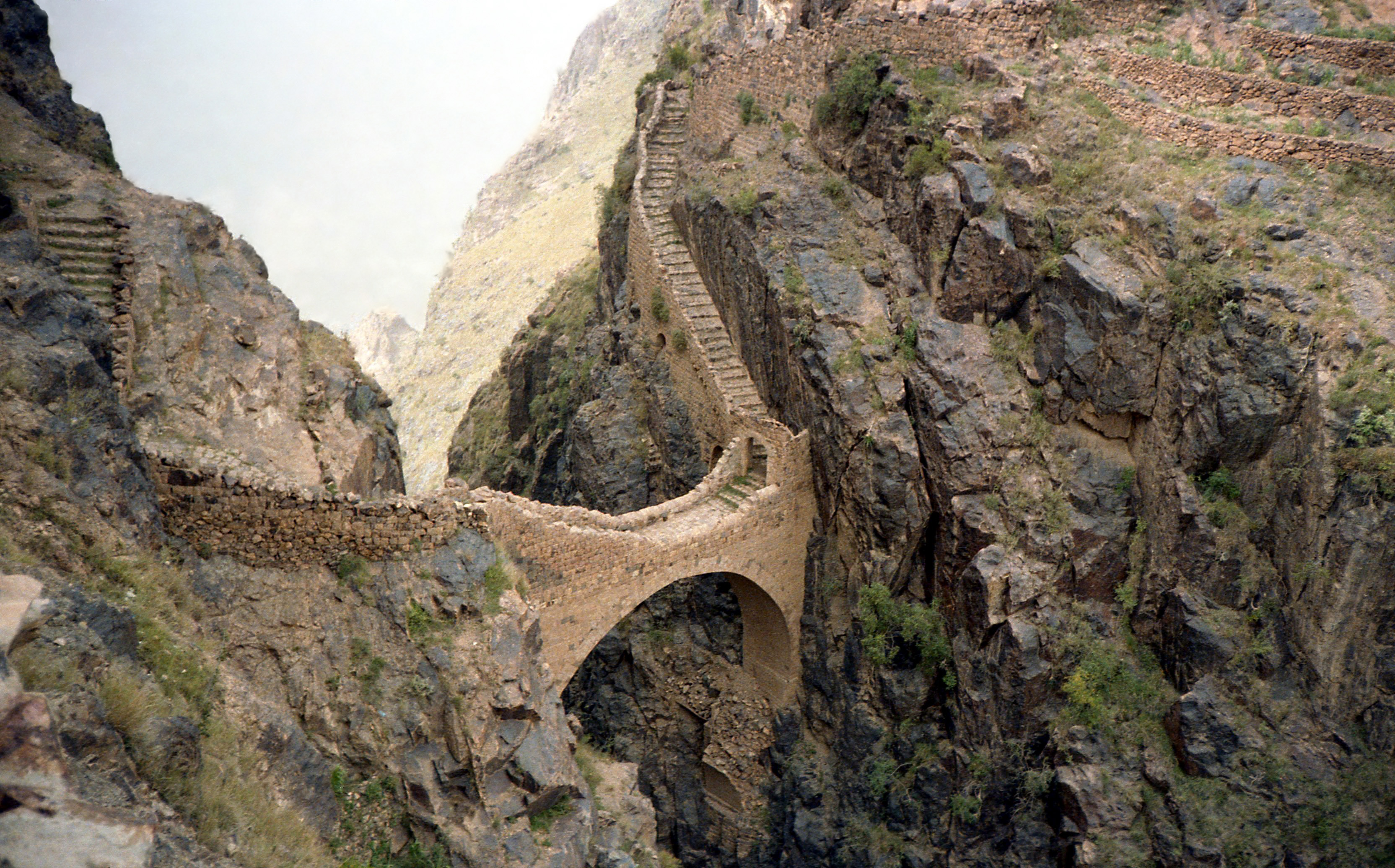

Cây cầu Shaharah có chiều dài khoảng 20 mét và rộng 3 mét và cao 200 mét so với thung lũng phía dưới. Đây là một cầu vòm cho người đi bộ, làm bằng đá vôi. Từ hai phía đầu cầu có đường mòn dẫn đến từ vùng núi gần đó với những bậc thang.
Cầu cũng là một địa điểm du lịch nổi tiếng.

## Lịch sử

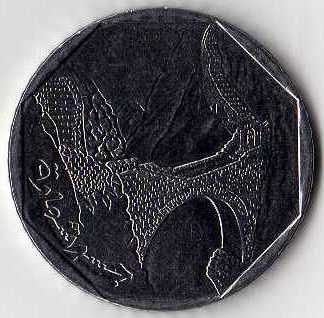
Mặt sau đồng 10 Rial Yemen, được trang trí với hình cầu Shaharah.

Có nhiều thông tin khác nhau về năm xây dựng cây cầu. Theo một số người, cầu được xây dựng vào thế kỷ XVII bởi một lãnh chúa địa phương để kết nối hai làng cách nhau bởi một khe núi sâu và tránh một đường vòng nguy hiểm. Theo một thông tin khác, cầu được xăy dựng từ năm 1905, dưới thời trị vì của Imam Muhammad Yahya Hamid ed-Din (là Imam và rồi làm vua Yemen từ năm 1904 đến 1948). Việc xây dựng kéo dài trong ba năm, với chi phí khoảng 100 000 rial, một số tiền đáng kể trong thời gian đó. Cây cầu được xây dựng theo phương pháp truyền thống với phương tiện kỹ thuật khiêm tốn.
Tiền kẽm 10 rial của Yemen có một mặt có in hình cầu Shaharah.